# HMS Canopus (1798)
Pour les autres navires du même nom, voir HMS Canopus.
Le HMS Canopus est un navire de troisième rang de classe Tonnant de la Royal Navy, doté de 84 canons. Auparavant, il sert dans la marine française sous le nom de Franklin , mais est capturé après moins d'un an de service par la flotte britannique sous le commandement du contre-amiral Horatio Nelson à la bataille d'Aboukir en 1798. Après moins de six mois de service pour les Français de son achèvement en mars 1798 à sa capture en août cette même année, le navire sert finalement pendant 89 ans pour les Britanniques.